# 兵庫県立太子高等学校
兵庫県立太子高等学校（ひょうごけんりつ たいしこうとうがっこう）は、兵庫県揖保郡太子町糸井にある公立高等学校。

## 沿革
兵庫県立龍野実業高等学校定時制の分校として出発したが、校舎の老朽化、校地・校舎が狭隘という課題を克服するための太子町議会の議事の中で、当時の町長・中村元治は「将来は太子町に定時制の高校だけでなしに独立した太子の高校をもつように考えたらどうか」と提案、これを受けて特別委員会で移転先を検討、現在地にあたる糸井池の払い下げを受け、同地を埋め立てて校地とした。以下、公式HP「沿革」による。

### 龍野実業高等学校太子分校
- 1951年（昭和26年）4月 - 組合立揖東中学校（現在の太子町立図書館近辺）内に兵庫県立龍野実業高等学校定時制揖東分校開設。
- 1957年（昭和32年）
  - 5月18日 - 揖東中学校中央校舎・北校舎が火災で全焼。移設までは中心校で授業を受ける。
  - 7月1日 - 太子町立石海中学校（太子町立石海小学校に隣接）内に移設。
  - 11月 - 揖東分校を太子分校と改称。
- 1959年（昭和34年）4月1日 - 太子町立3中学校の統合により、石海中学校の跡地を本校独立校舎として使用。
- 1965年（昭和40年）4月1日 - 昼夜二部制を実施[注 2]、県下でも最大規模の定時制高校となる[3]。
- 1967年（昭和42年）9月25日 - 太子町議会において、将来の独立高校化を見据えて用地として糸井池の払い下げを検討。

### 定時制時代
- 1969年（昭和44年）5月10日 - 翌年の開校を見据えて、昭和44年度高等学校定時制通信制教育モデル校として文部省より指定を受ける。
- 1970年（昭和45年）4月1日 - 兵庫県立龍野実業高等学校太子分校を吸収し、兵庫県立太子高等学校（定時制家政科、商業科）として設立される。校章・校歌制定。
- 1971年（昭和46年）
  - 4月1日 - 工業科設置。
  - 10月3日 - 開校式を挙行。
- 1974年（昭和49年） - 体育館竣工。

### 全日制普通科へ
- 1976年（昭和51年）4月1日 - 全日制普通科設置。商業科募集停止。
- 1977年（昭和52年）
  - 4月1日 - 機械科設置。溶接科、金属加工科業科募集停止。
  - 屋外トイレ、更衣室竣工。
- 1978年（昭和53年）
  - 4月1日 - 家政科募集停止。
  - 格技場、駐輪場、プール竣工。
- 1979年（昭和54年）4月1日 - 機械科募集停止。
- 1981年（昭和56年） - 食堂、運動部部室等竣工。食堂の営業が開始。
- 1982年（昭和57年）
  - 3月31日 - 定時制廃止。
  - 4月1日 - 全日制普通科に改編。
- 1986年（昭和61年）4月1日 - 普通科に英語コース設置。
- 1999年（平成11年）4月1日 - 制服をモデルチェンジ。現在の制服のベースとなる。
- 2003年（平成15年）4月1日 - 英語コースを国際コミュニケーションコースに改編。
- 2004年（平成16年） - 弓道場を建て替える。

### 全日制総合学科に改編
- 2007年（平成19年）4月1日 - 普通科を総合学科に改編。
- 2008年（平成20年） - 講義棟竣工、テニスコートの整備を実施。
- 2011年（平成23年） - 太子探訪、仕事ナビ、進路ナビ、大学ナビを初実施。
- 2012年（平成24年） - マスコットキャラクター「にゃん徳太子くん」、「たいち」が製作される。
- 2014年（平成26年） - ビブリオバトル初実施。
- 2015年（平成27年） - 太子町と同校で連携及び協力に関する協定を締結。
- 2017年（平成29年） - 台湾国立豊原高級中等學校、西オーストラリア州イースタンヒルズ高校と姉妹校提携。

## 設置学科
- 総合学科

1年次「産業社会と人間」2年次「基礎探究」3年次「総合探究」の各科目でインターンシップの実施、プレゼンテーション能力の育成、探究活動・言語活動等、体験型学習を多く取り入れている。また共通の必修科目のほか2年次から多様な選択科目の中から自らの将来を見据えて学習する。
入試は、定員の50%を推薦入試、残りを一般入試で選抜する。推薦入試は県下全域から出願可能である。

## 学校行事
- 4月 - 入学式、始業式、課題考査、オリエンテーション
- 5月 - 大学ナビ、中間考査、台湾姉妹校生徒受入れ、就職説明会
- 6月 - 文化祭、大学ナビ、進路ナビ、中学校説明会
- 7月 - 期末考査、進路講演会、夏季球技大会、終業式
- 8月 - オープンハイスクール
- 9月 - 始業式、課題考査、体育大会、オーストラリア姉妹校生徒受入れ、仕事ナビ、後期生徒会選挙
- 10月 - 創立記念日、進学模試、進路模試、中間考査、ビブリオバトル
- 11月 - 太子あすかふるさとまつり参加、オープンハイスクール
- 12月 - 期末考査、太子探訪、芸術鑑賞会、台湾語学研修、研究論文発表会、終業式
- 1月 - 始業式、課題考査、進路模試、大学入学共通テスト、総合学科発表会、卒業考査
- 2月 - 進路模試、入学者選抜推薦入試、就職説明会
- 3月 - 卒業証書授与式、球技大会、前期生徒会選挙、終業式

## 出身者
- 秋田久美子（喜劇女優）

## アクセス
- JR山陽本線網干駅 より北へ640メートル（徒歩8分）
- 神姫バス「糸井」停留所から町道を東へ入る。